# Caulleryaspis
Caulleryaspis is een geslacht van borstelwormen uit de familie van de Sternaspidae. De wetenschappelijke naam van het geslacht werd voor het eerst geldig gepubliceerd in 2013 door Kelly Sendall en Sergio Salazar-Vallejo.

## Soorten
- Caulleryaspis fauchaldi Salazar-Vallejo & Buzhinskaja, 2013
- Caulleryaspis gudmundssoni Sendall & Salazar-Vallejo, 2013
- Caulleryaspis laevis (Caullery, 1944)
- Caulleryaspis nuda  Salazar-Vallejo & Buzhinskaja, 2013
- Caulleryaspis villamari Salazar-Vallejo, 2017